# Global Electric Motorcars
Global Electric Motorcars (GEM o GEMCAR), fabricante estadounidense de vehículos eléctricos de baja velocidad, filial del grupo Chrysler Group LLC. Es líder en el mercado estadounidense, produciendo estos desde 1998, fecha desde la cual ha vendido globalmente más de 41.000 automóviles eléctricos.

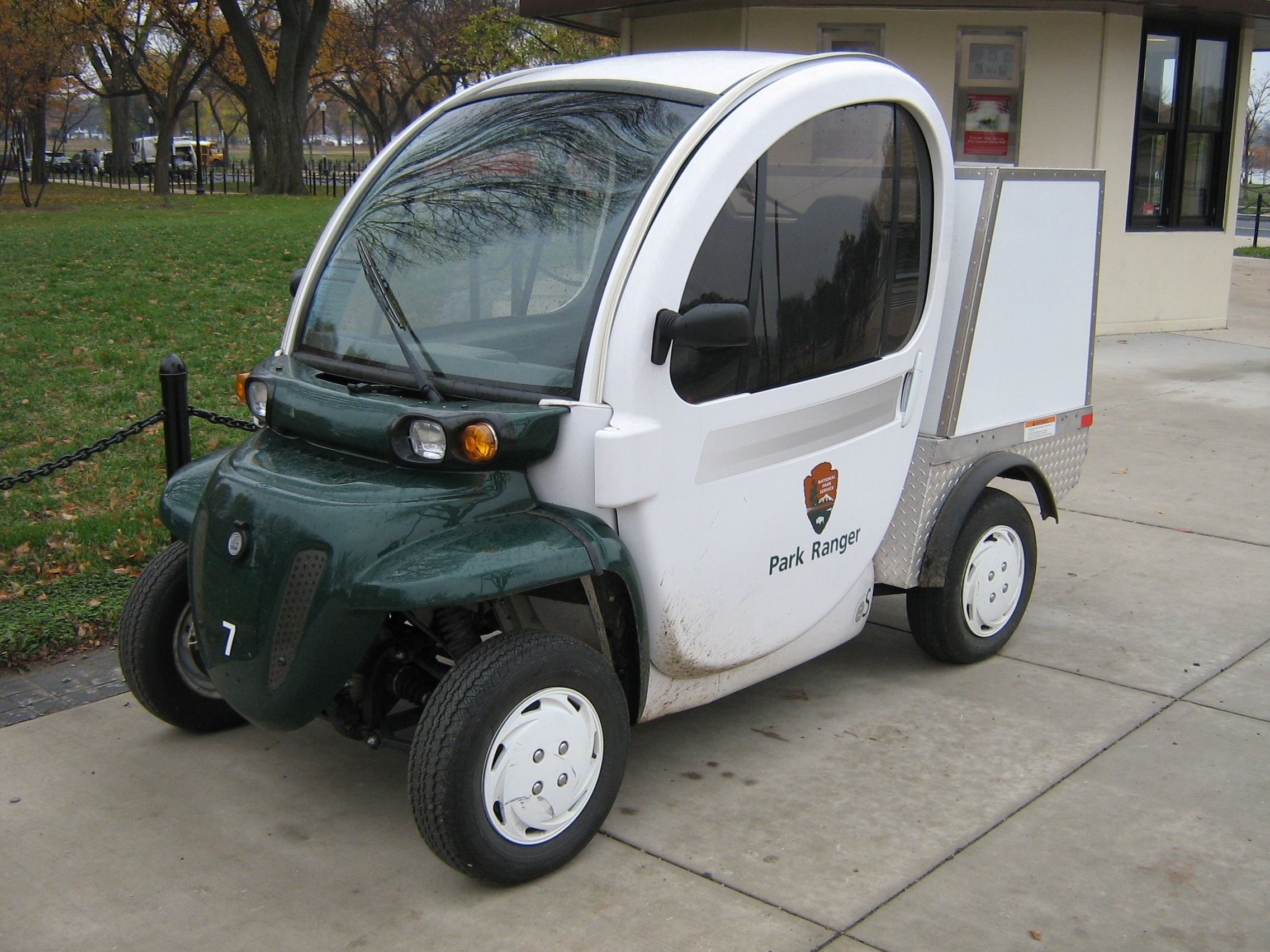
GEM eS usado para mantenimiento

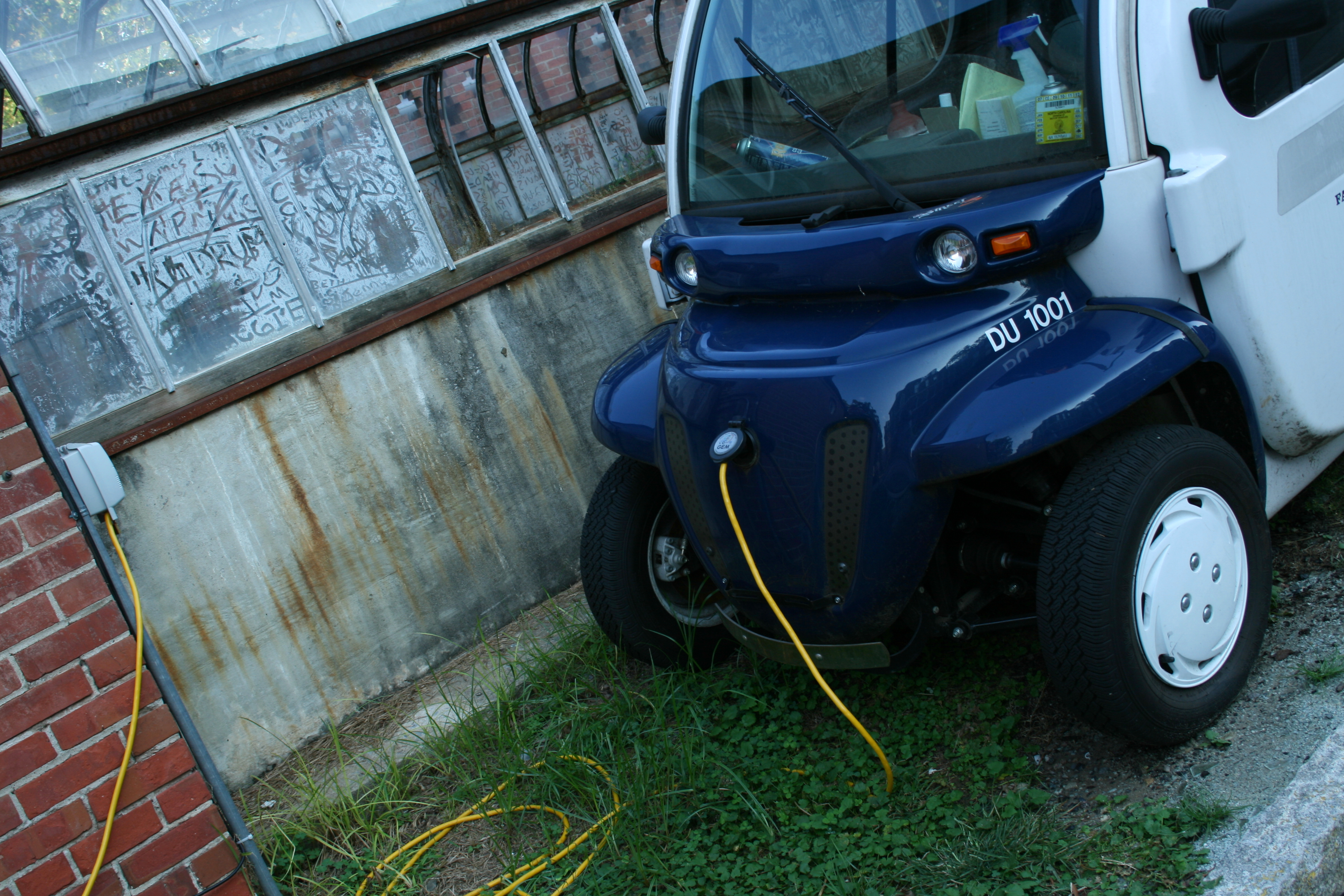
GEM recargando sus baterías en la Duke University

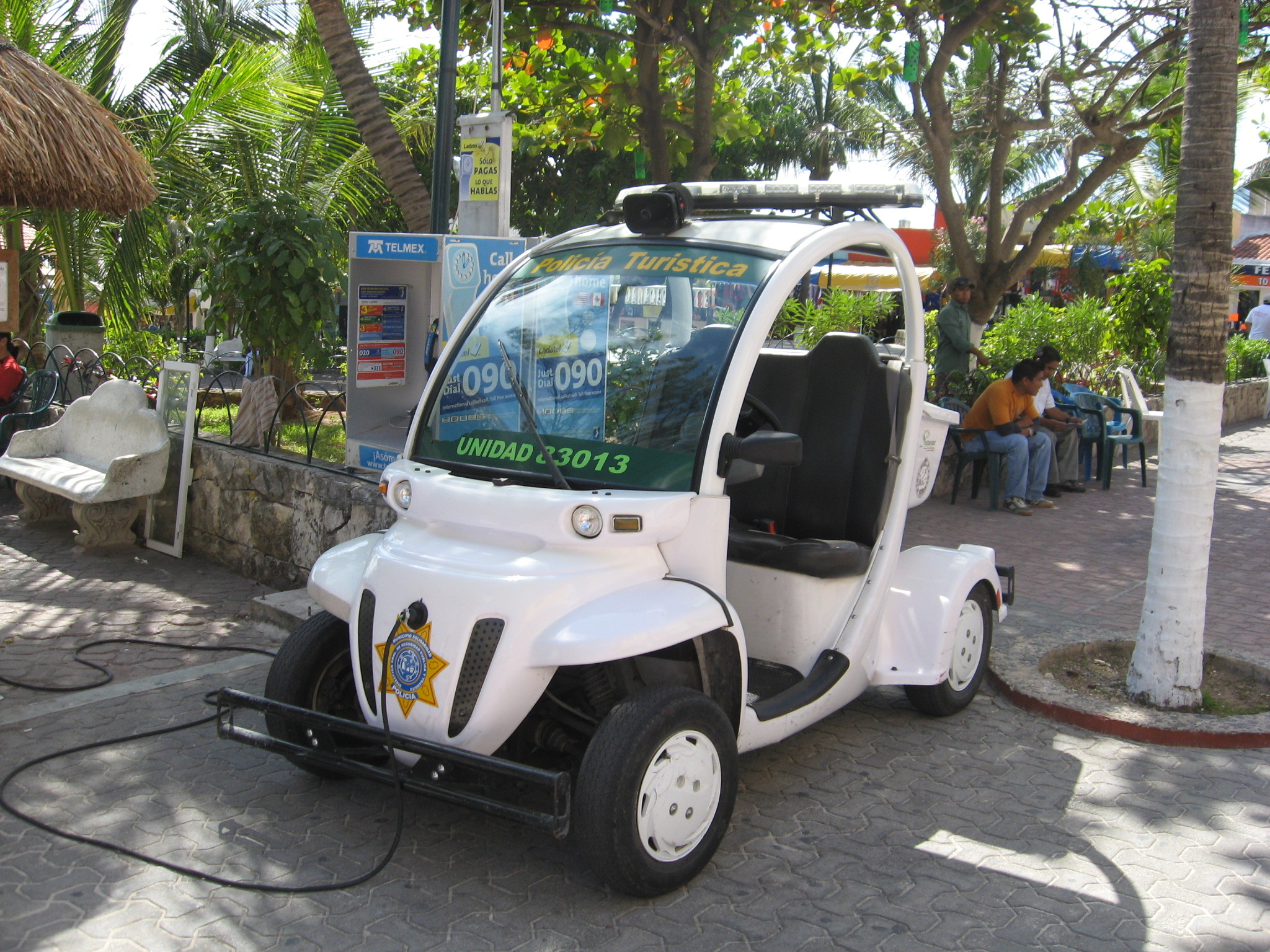
GEM e2 usado por la policía en Playa del Carmen, México siendo recargado

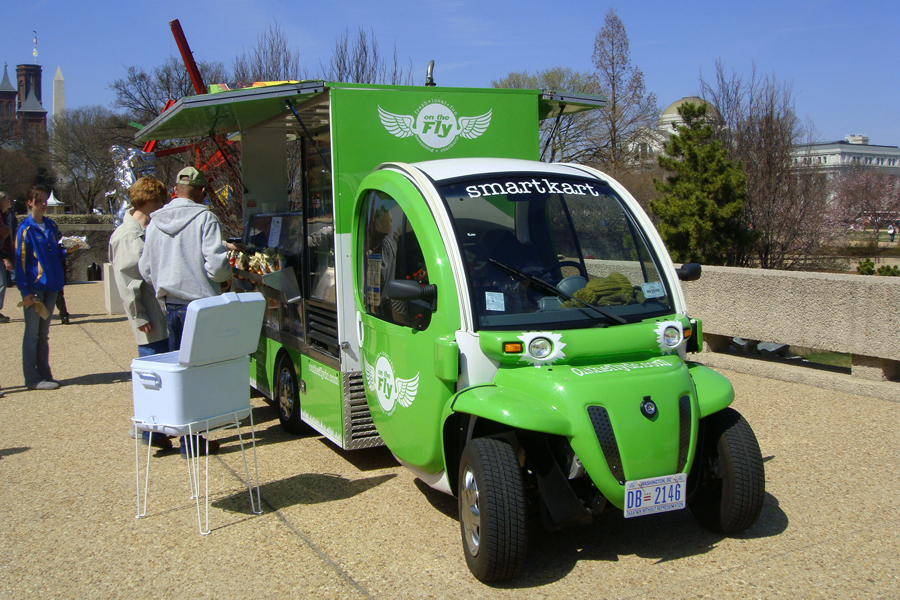
GEM eLXD usado por un vendedor callejero en el National Mall, Washington D. C.

## Historia
La compañía fue fundada en 1992 por un equipo ingenieros provenientes de General Motors bajo el nombre de Trans2. Posteriormente fue comprada por un grupo de inversores de Dakota del Norte. En abril de 1998 Global Electric Motorcars fabrica su primer vehículo; con batería de 48 voltios podía acomodar a dos pasajeros con una velocidad máxima de 32 km/h. Menos de dos meses después la National Highway Traffic Safety Administration (NHTSA) estadounidense homologaba un nuevo tipo de vehículo de baja velocidad denominado NEV, acrónimo del inglés Neighborhood Electric Vehicle (NEV).
Esta nueva homologación permitía conducir los vehículos GEM en vías públicas cumpliendo ciertas condiciones como tener cinturones de seguridad, sistema de iluminación, limpiaparabrisas y lunas fabricadas con vidrio de seguridad. La clase de vehículos de baja velocidad permitida vehículos GEM para la conducción en la vía pública si cumplen determinados criterios de seguridad tales como tener los cinturones de seguridad, faros, limpiaparabrisas, y vidrio de seguridad.
Los vehículos eléctricos son legales para circular en cincuenta estados de EE. UU., estando su velocidad restringida a 56km/h. Con una velocidad máxima de 40 km/h, los vehículos GEM tienen una autonomía de 48 km con una sola carga. Sus baterías eléctricas operan a 72 voltios y pueden ser recargados en cualquier toma eléctrica del país (110 Voltios). El tiempo de recarga varia de 6 a 8 horas dependiendo del modelo.
Actualmente existen seis modelos diferentes de vehículos GEM disponibles principalmente para uso ciudadano. Sus automóviles son usados principalmente en EE.UU por la administración local, estatal y federal, agencias gubernamentales, resorts, universidades, centros hospitalarios y corporaciones, así como equipos deportivos, servicios de taxi, usos turísticos y consumidores individuales.

### Línea de tiempo
- Abril de 1998
  - Producción del primer automóvil GEM en Fargo (Dakota del Norte).
- Octubre de 1998
  - Producción del modelo GEM eL
- Noviembre de 1998
  - Producción del modelo GEM eS
- Diciembre de 1998
  - Producción del modelo GEM e4
- Diciembre de 2000
  - DaimlerChrysler adquiere Global Electric Motorcars.
- Junio de 2005
  - Global Electric Motorcars recibe la certificación ISO 9001:2000.
- Enero de 2006
  - GEM logra 150 distribuidores.
- Abril de 2006
  - Producción del modelo GEM e6.
- Diciembre de 2007
  - Producción del modelo GEM eL XD
- Junio de 2009 
  - Global Electric Motorcars se convierte en filial del grupo Chrysler Group LLC.

## Vehículos
- Vehículos de pasajeros:

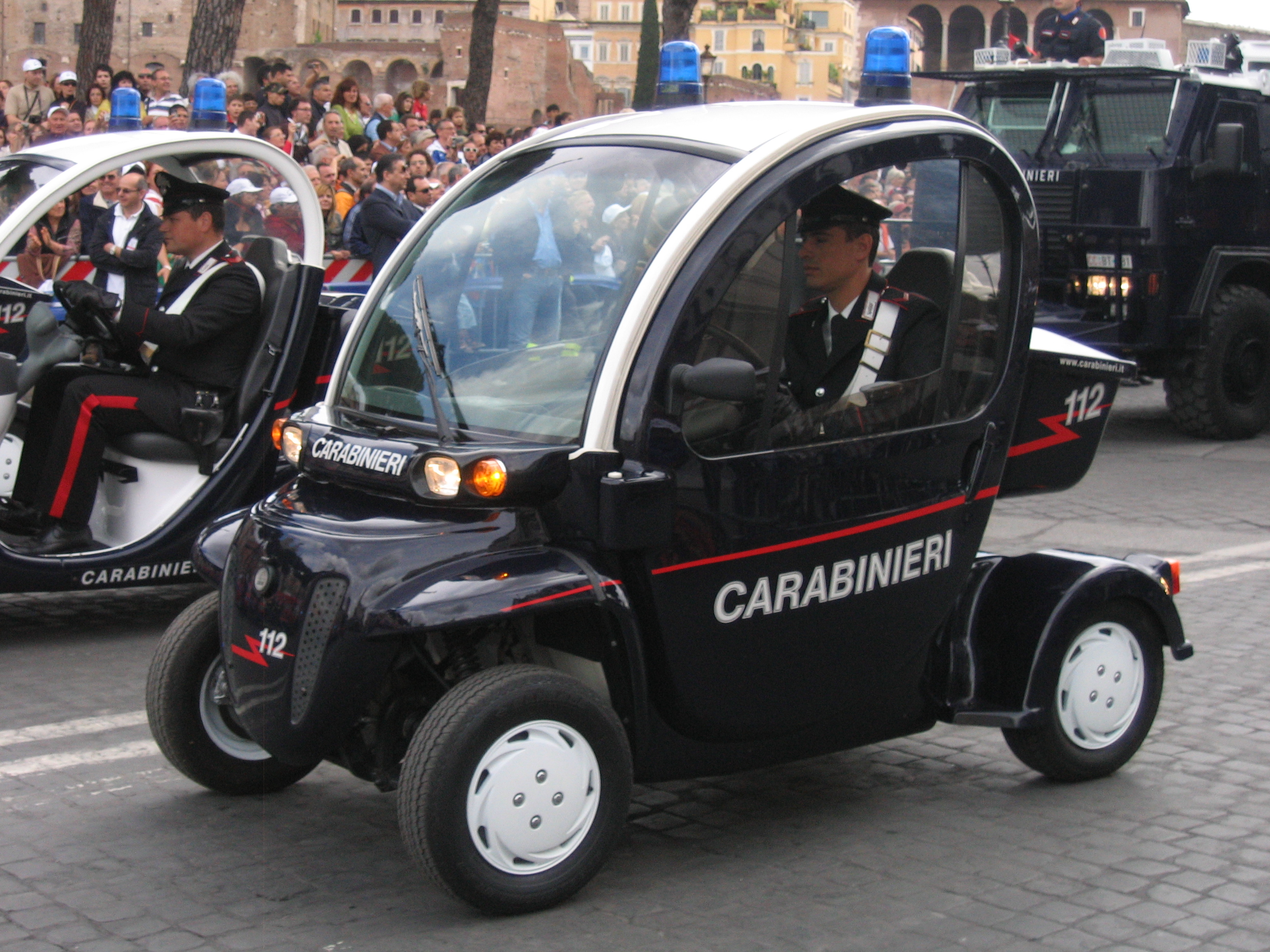
Gem e2 utilizado por los Carabinieri, llamado popularmente "Ovetti" (huevo), usado para patrullar zonas urbanas

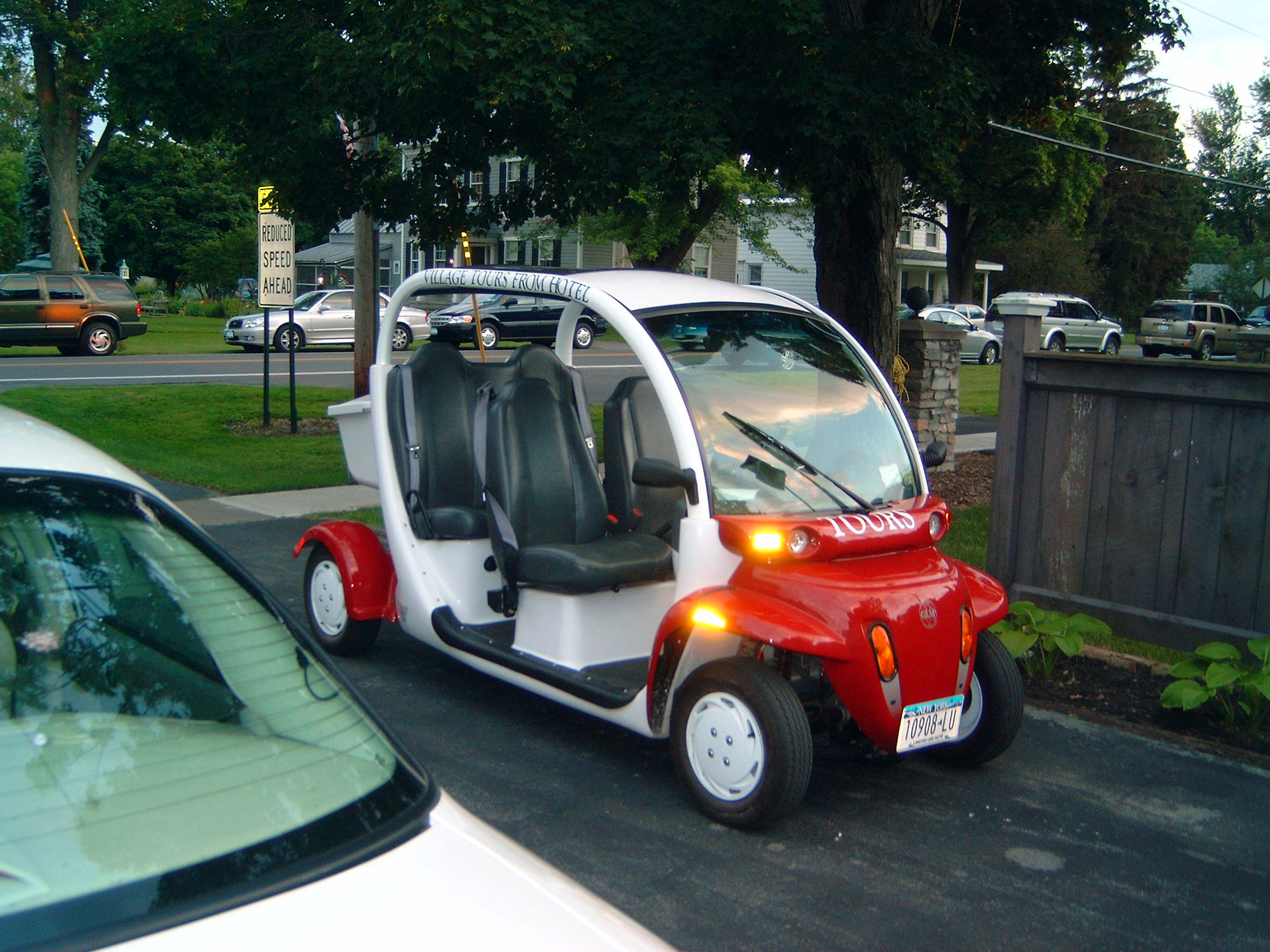
GEM e4 usado para visitas turísticas

  - GEM e2 NEV — Vehículo de dos pasajeros.
  - GEM e4 NEV — Vehículo de cuatro pasajeros.
  - GEM e6 NEV — Vehículo de seis pasajeros.
  - GEM Peapod NEV - Vehículo de cuatro pasajeros.

- Vehículos multipropósito:
  - GEM eS NEV — Vehículo de dos pasajeros con 150 KG de capacidad de carga.
  - GEM eL NEV — Vehículo de dos pasajeros con 320 KG de capacidad de carga.
  - GEM eL XD NEV— Versión del GEM eL, con mayor capacidad de carga extra: 500 KG en total.